# Light My Fire
"Light My Fire" é uma canção da banda estadunidense The Doors. Embora tenha sido composta principalmente pelo guitarrista da banda, Robby Krieger, a composição foi creditada a toda a banda. Reconhecida como um dos primeiros exemplos de rock psicodélico, foi gravada em agosto de 1966 e lançada em janeiro de 1967 em seu álbum de estreia epônimo. Devido à letra erótica e à estrutura inovadora, a faixa passou a ser considerada sinônimo das revoluções psicodélica e sexual dos anos 1960. Esteve presente na lista das 500 melhores canções de todos os tempos da revista Rolling Stone.
Lançada como single editado em 24 de abril de 1967, a canção passou três semanas em primeiro lugar na parada Billboard Hot 100; ela voltou à Billboard Hot 100 em 1968 após o sucesso da versão cover de José Feliciano (que alcançou a terceira posição), chegando à posição 87. Ademais, também passou uma semana na Cash Box Top 100, quase um ano após sua gravação. Na 11.ª edição dos Grammy Awards, em 1969, a versão de Feliciano ganhou o Grammy de Melhor Performance Vocal Pop Masculina Contemporânea. Feliciano também ganhou o prêmio de Melhor Artista Revelação.

## The Ed Sullivan Show
A banda apareceu em vários programas de TV, tais como American Bandstand, fazendo um playback do single. Entretanto, "Light My Fire" foi apresentada ao vivo no The Ed Sullivan Show transmitido em 17 de setembro de  1967. Foi pedido ao The Doors pelo produtor Bob Precht, genro de Sullivan, para mudar a parte da letra "girl, we couldn't get much higher" ("garota, não poderíamos ficar mais chapados"), pois os patrocinadores estavam pouco confortáveis com a possível referência ao consumo de drogas. A banda concordou e ensaiou cantando a letra alterada para  "girl, we couldn't get much better" ("garota, não poderíamos ficar melhores"); entretanto, durante a apresentação ao vivo, o líder da banda, Jim Morrison cantou a letra original. Ed Sullivan não cumprimentou Morrison quando este deixou o palco. A banda tinha negociado outras apresentações com os produtores; entretanto, após quebrar o acordo, cantando a letra ofensiva, foram informados que eles nunca se apresentariam no programa novamente. A resposta de Morrison foi: "Hey man, we just 'did' Sullivan." (Aí cara, acabamos de se apresentar no show do Sullivan".